# Romain Faucon
Romain Faucon (...) è un giocatore di football americano francese che gioca come defensive lineman per i Lausanne LUCAF Owls.

## Palmarès
- 1 World Games (2017)
- 1 Europeo (2018)
- 2 Lega C (Lausanne LUCAF Owls, 2021, 2023)